# Đạo Phật Khất sĩ Việt Nam
Giáo Hội Tăng Già Khất Sĩ Việt Nam, Đạo Phật Khất Sĩ Việt Nam hay là Hệ phái Khất sĩ Việt Nam là một trong 9 tổ chức thành viên thống nhất thành lập Giáo hội Phật giáo Việt Nam. Hệ phái Khất sĩ được Sư Trưởng Minh Đăng Quang sáng lập từ năm 1944 với chí nguyện: "Nối truyền Thích Ca chánh Pháp".

## Thời kỳ khởi thủy - thập niên 1944- 1954
Thời kỳ này gắn liền với cuộc đời hành đạo của tổ sư Minh Đăng Quang với Tứ Y Pháp:

"Nhất biều thiên gia phạn
Cô thân vạn lý du
Dục cùng sanh tử lộ
Khất hóa độ xuân thu"
Dịch nghĩa:
"Một bát cơm ngàn nhà
Thân đi muôn dặm xa
Muốn thoát đường sanh tử
Xin độ… tháng ngày qua"
Trong thời gian này 64 ngôi tịnh xá được hình thành từ miền Tây đến miền Đông và ra tới miền Trung xa xôi đánh dấu sự hành đạo của Tổ sư và thời kỳ này kết thúc bằng sự mất tích của ngài.

## Thời kỳ phát triển thập niên 1954- 1964
Đây là thời kỳ các giáo đoàn được hình thành và phát triển mạnh mẽ:
Giáo đoàn 1: Do Tổ sư Minh Đăng Quang thành lập từ năm 1944 và trực tiếp thu nhận Tăng Ni xuất gia và hướng dẫn hành đạo. Sau khi Tổ sư vắng bóng, Giáo đoàn vẫn tiếp tục hành đạo, mở đạo dưới sự hướng dẫn của Nhị tổ Giác Chánh. Giáo đoàn 1 có 21 ngôi tịnh xá; 03 vị giáo phẩm là Ủy viên Hội đồng Chứng minh Giáo hội Phật giáo Việt Nam và 1 vị là Ủy viên Hội Hồng Trị sự Giáo hội Phật giáo Việt Nam.
Giáo đoàn 2: Do trưởng lão Giác Tánh và trưởng lão Giác Tịnh thành lập. Giáo đoàn 2 gồm 15 ngôi tịnh xá, tịnh thất ở Hàm Tân, Phan Thiết, Khánh Hoà, Quy Nhơn...
Giáo đoàn 3: Do trưởng lão Giác An thành lập hành đạo tại các tỉnh Tây Nguyên như: Daklak, Gia Lai, Kontum …
Giáo đoàn 4: Do Hoà Thượng Pháp sư Giác Nhiên làm trưởng Giáo đoàn. Các tịnh xá được Giáo đoàn hình thành phần nhiều tại các tỉnh miền Đông và miền Tây Nam Bộ như: Bà Rịa - Vũng Tàu, Đồng Nai. Bình Dương, Tây Ninh, Cần Thơ, Sóc Trăng, An Giang, Kiên Giang…
Giáo đoàn 5: Do trưởng lão Giác Lý đứng ra thành lập từ năm 1960 và làm Đệ nhất Trưởng Giáo đoàn. Giáo đoàn 5 có hơn 20 tịnh xá, tịnh thất Ở Quảng Nam (Hội An), Cam Ranh, Tháp Chàm, Bình Long, Bà Rịa -VũngTàu, Tp. Hồ Chí Minh, Bến Tre, Vĩnh Long và Gò Công…
Giáo đoàn 6: do Hoà Thượng Giác Huệ đứng ra thành lập từ năm 1962 đặt trụ xứ gốc tại giảng đường Lộc Uyển, quận 6,Tp. Hồ Chí Minh. Giáo đoàn hiện có 18 ngôi tịnh xá, tự viện và tịnh thất.
Ngoài ra còn có Giáo hội Ni giới Khất sĩ do Ni Trưởng Thích Nữ Huỳnh Liên đứng ra thành lập. Giáo hội Ni Giới Khất sĩ Việt Nam, đặt trụ sở tại tịnh xá Ngọc Phương, quận Gò Vấp, Tp. Hồ Chí Minh.

## Thời kỳ Hiệp Nhất về Pháp Lý thập niên 1964- 1974
Khoảng năm 1965, hoà thượng Giác Nhu và hoà thượng Giác Thường thuộc Giáo đoàn 1 đứng ra vận động thành lập Giáo hội Tăng già Khất sĩ Việt Nam. Bên Ni chúng cũng có 5 đoàn do quý Ni Cô Huỳnh Liên, Ngân Liên, Trí Liên, Diệu Liên, Tạng Liên làm trưởng đoàn. Các đoàn đã du hóa khắp Nam phần và Miền duyên hải Trung phần.
Tháng 5 năm 1966, đại hội đầu tiên được triệu tập để thành lập Ban Trị sự Giáo hội Tăng Già Khất sĩ Việt Nam, nhiệm kỳ I (1966 - 1969). Tổ đình Minh Đăng Quang ở ngã ba Cát Lái, xa lộ Biên Hòa. Hội đồng lãnh đạo trung ương gồm Viện Chỉ Đạo do Thượng Tọa Giác Nhiên làm Tổng Trị Sự. 

## Thời kỳ trụ xứ sau năm 1975
Sau Sự kiện 30 tháng 4 năm 1975, các chư tăng ni Khất sĩ dừng chân du hoá an tịnh thường trú tại những ngôi tịnh xá được thành lập trước đây tiếp tục con đường tu hành theo lối giáo huấn của Tổ sư. Giáo phái khất sĩ mặc y và du hóa như Nam Tông. Tăng Ni trường chay, kinh điển viết theo lối văn vần. Sau 10 năm hành đạo, tổ sư Minh Đăng Quang lưu lại giáo lý gồm có: Bồ Tát Giáo, và bộ sách CHƠN LÝ. Ông dạy Tăng chúng: Sống là sống chung, biết là học chung, linh là tu chung. Tuy nhiên, gần đây, vì nhiều lý do (đặc biệt do tình trạng khất sĩ giả), các giáo đoàn không còn đi khất thực nữa.
Ngày nay, vì Thượng Tọa Giác Chánh tuổi cao nên Thượng Tọa Giác Toàn điều hành giáo hội khất sĩ. Trụ sở tại Trung Tâm Tịnh Xá Gia Định. Có khoảng 600 ngôi tịnh xá khắp miền Nam, ở hải ngoại Hòa Thượng Giác Nhiên là Pháp Chủ Giáo Hội Phật Giáo Tăng Già Khất Sĩ Thế Giới, có trên 20 tịnh xá thuộc giáo phái này ở Hoa Kỳ.